# Bakchylides
Bakchylides var en grekisk poet under början av 400-talet f. Kr.
Bakchulides var av jonisk börd från ön Keos, systersom och lärjunge till Simonides. Bakchylides var den siste betydande representanten för den pompösa, i stränga former bundna körlyriken. Med sin något äldra samtida Pindaros, den störste diktaren inom genren låg han i stndom förbittrad tävlan om beställningar, särskilt från den frikostige mecenaten Hieron I av Syrakusa. Av Bakchylides mycket omfattande produktion, som inte bevarats i några medeltida handskrifter, fann man 1896 ett papyrusdokument som innehåll flera diktfragment och 19 fullständiga dikter, varav 13 hyllningsdikter till idrottssegrare och 6 kantater vid religiösa fester.

## Fotnoter
1. 1 2  Вакхилид, Stora sovjetiska encyklopedin, volym 8.[källa från Wikidata]